# فريتز كراونينشيلد
فريتز كراونينشيلد (بالإنجليزية: Frederic Crowninshield)‏ هو رسام أمريكي، ولد في 27 نوفمبر 1845 في بوسطن في الولايات المتحدة، وتوفي في 13 سبتمبر 1918 في كابري في إيطاليا.